# Thomas Simart
Thomas Simart (Bois-Bernard, 9 de octubre de 1987) es un deportista francés que compitió en piragüismo en la modalidad de aguas tranquilas. Ganó dos medallas en el Campeonato Mundial de Piragüismo: plata en 2010 y bronce en 2009.

## Palmarés internacional
| Campeonato Mundial | Campeonato Mundial | Campeonato Mundial | Campeonato Mundial |
| Año                | Lugar              | Medalla            | Competición        |
| ------------------ | ------------------ | ------------------ | ------------------ |
| 2009               | Dartmouth (Canadá) | Medalla de bronce  | C1 4 × 200 m       |
| 2010               | Poznań (Polonia)   | Medalla de plata   | C1 200 m           |